# 紹德細螢今花蟲
紹德細螢今花蟲（学名：Phyllobrotica sauteri）为金花蟲科細螢金花蟲屬下的一个种。